# Fay Moulton
Fay R. Moulton (Marion, Kansas, 7 d'abril de 1876 - Kansas City, Missouri, 19 de febrer de 1945) va ser un atleta, jugador de futbol americà, entrenador i advocat estatunidenc. El 1900 fou cinquè entrenador del Kansas State Agricultural College, actualment la Kansas State University, ocupant aquella posició una sola temporada. Posteriorment disputà els Jocs Olímpics de 1904 i 1906, en què guanyà dues medalles en proves de velocitat, de les quals era especialista. El 1903 es graduà a la Yale Law School.
El 1904, a Saint Louis guanyà la medalla de bronze en la cursa dels 60 metres lliures, en quedar rere els seus compatriotes Archie Hahn i William Hogenson. En aquests mateixos Jocs també disputà les proves dels 100 i 200 metres lliures, en què acabà en quarta posició.
Dos anys més tard participà en els Jocs Intercalats d'Atenes, en què guanyà la medalla de plata en la cursa dels 100 metres i fou sisè en els 400 metres.